# Azumi Setoda
Azumi Setoda（アヅミ セトダ）は、広島県尾道市瀬戸田町にある旅館。旅籠＋銭湯「yubune」を隣接する。
2021年開業。エイドリアン・ゼッカと日本のナル・デベロップメンツが設立した旅館ブランド「Azumi」の1号店。しまなみ海道途中の生口島、向上寺・耕三寺の門前町である瀬戸田にある。

## 施設
商店街通りに面して南側が「Azumi」、北側が「yubune」になる。
「Azumi」は約140年前に建てられた堀内邸をリノベーションした旅館。客室は計22室。それに加えて庭園、あずまや、ダイニング、ラウンジ、ギャラリー等で構成される。
通りに面した建物はレセプション・ダイニングとして用いられており、2階の床を抜いて高さ約9mの吹き抜け空間を作っている。ダイニングは庭に面し、カウンターを客席が口の字に囲む形。宿泊棟は新築で、1階は個室とあずま屋、2階は庭を望むラウンジがある。調度品のいくつかは旧堀内邸で用いていたものをそのまま用いている。
「yubune」は新築。宿泊施設を備えた銭湯であり、yubuneだけでも利用できる。Azumi宿泊客は無料。客室は14室。2階に宿泊客用のラウンジがある。

## 沿革
元々この建物は堀内氏の本邸にあたる。瀬戸田は、中世から三原を拠点とした小早川氏が支配した外港として瀬戸内海海運拠点として、更に生口島で生産された塩の運搬港として栄え、江戸時代には塩田業に加え廻船業・造酒業などで豪商が誕生した。堀内氏（堀内調右衛門）は屋号三原屋を営んだ瀬戸田を代表する豪商の一人である。この建物は1876年（明治9年）に建てられたもので、約140年の歴史を持つ。なお隣にある住之江旅館は元々堀内氏の別邸にあたり、またSOIL Setodaは元々堀内氏が用いていた塩蔵にあたる。
のち堀内氏はこの建物を「地域のためになる形で継承してほしい」として、民間に売却せず尾道市に寄贈した。2017年ゼッカとともに新しい宿を作ろうとしていたナル・デベロップメンツはせとうちDMOの案内で視察していた。最後に紹介されたのがこの旧堀内邸で、当時は敷地内にボロボロになった蔵などが点在し時が止まったような空間であったという。
尾道市は堀内氏の意向を元に利用者を公募し、2018年ナル・デベロップメンツは尾道市から旧堀内邸を購入、2020年新ブランド「Azumi」を公表、その1号店として「Azumi Setoda」が整備されることが決まった。

## 交通
- 車
  - 生口島北ICから約15分
  - 生口島南ICから約15分
- バス
  - 本四バス開発「瀬戸田港」バス停下車
- 船
  - 瀬戸田港下船、徒歩2分